# Премія НАН України імені О. В. Палладіна
Премія імені Олександра Володимировича Палладіна — премія, встановлена НАН України за видатні наукові роботи в галузі біохімії та молекулярної біології.
Премію засновано Постановою Ради Міністрів УРСР 29 січня 1973 р. та названо на честь видатного українського радянського українського біохіміка, президента Академії наук Української РСР (1946—1962), академіка АН УРСР і АН СРСР, засновника української школи біохіміків Олександра Володимировича Палладіна.
Починаючи з 2007 року Премію імені О. В. Палладіна присуджує Відділення біохімії, фізіології і молекулярної біології НАН України щотрироки.
Першу премію імені О. В. Палладіна була присуджувала Президія Академії наук Української РСР в 1974 р. за підсумками конкурсу 1973 р. Першим лауреатом Палладінської премії став академік АН УРСР Максим Федотович Гулий.

## Лауреати премії
| Рік  | Премійовані роботи | Лауреати                        | Коротко про лауреата |
| ---- | --- | ------------------------------- | --- |
| 1973 | монографія «Основні метаболічні цикли» | Гулий Максим Федотович          | академік АН УРСР, професор, заслужений діяч науки УРСР, керівник відділу біосинтезу та біологічних властивостей білка Інституту біохімії ім. О. В. Палладіна                   |
| 1974 | монографія «Біохімічні дослідження та впровадження в медичну практику протеолітичних ферментів та їх інгібіторів» | Веремеєнко Кузьма Микитович     | професор, доктор біологічних наук, керівник лабораторії біохімії Київського науководослідного інституту отоларингології МОЗ України                                            |
| 1975 | монографія «Біохімічні основи механізму дії серотоніну» | Курський Михайло Дмитрович      | професор, доктор біологічних наук, керівник відділу біохімії м'язів Інституту біохімії ім. О. В. Палладіна                                                                     |
| 1975 | монографія «Біохімічні основи механізму дії серотоніну» | Бакшеєв Микола Сергійович       | член-кореспондент АМН СРСР, головний акушер-гінеколог МОЗ УРСР |
| 1976 | цикл праць, присвячених вивченню обміну адренергічних гормонів-медіаторів (катехоламінів) | Утевський Арон Михайлович       | член-кореспондент АН УРСР, професор, доктор біологічних наук, керівник лабораторії кріобіохімії нейрогуморальних систем Інституту проблем кріобіології та кріомедицини АН УРСР |
| 1977 | цикл пріоритетних досліджень, присвячених вивченню різних за функціональністю білків головного мозку (від загальнотканинних до індивідуальних нейроспецифічних) на органному, субклітинному та молекулярному рівнях; вивченню їхньої структурної організації, фізико-хімічних, біохімічних і біологічних властивостей та особливостей прижиттєвого оновлення білків у нормі, під час онтогенезу, за різних функціональних і патологічних станів організму | Бєлік Яків Васильович           | професор, доктор біологічних наук, керівник відділу біохімії нервової системи Інституту біохімії ім. О. В. Палладіна                                                           |
| 1978 | монографія «Транспортные нуклеиновые кислоты» | Мацука Геннадій Харлампійович   | академік АН УРСР, професор, директор Інституту молекулярної біології і генетики АН УРСР                                                                                        |
| 1978 | монографія «Транспортные нуклеиновые кислоты» | Єльська Ганна Валентинівна      | доктор біологічних наук, завідувачка відділу механізмів трансляції генетичної інформації Інституту молекулярної біології і генетики АН УРСР                                    |
| 1978 | монографія «Транспортные нуклеиновые кислоты» | Коваленко Марина Йосипівна      | кандидат біологічних наук, старший науковий співробітник Інституту молекулярної біології і генетики АН УРСР                                                                    |
| 1979 | монографія «Натриевый насос биологических мембран» | Лішко Валерій Казимирович       | академік АН УРСР, професор, директор Інституту біохімії ім. О. В. Палладіна АН УРСР                                                                                            |
| 1980 | монографія «Транспорт жирорастворимых витаминов» | Чаговець Ростислав Всеволодович | академік АН УРСР, професор, заслужений діяч науки УРСР, академік-секретар Відділення біохімії, фізіології і теоретичної медицини АН УРСР                                       |
| 1980 | монографія «Транспорт жирорастворимых витаминов» | Халмурадов Аскар Ганійович      | доктор біологічних наук, завідувач відділу біохімії коферментів Інституту біохімії ім. О. В. Палладіна АН УРСР                                                                 |
| 1980 | монографія «Транспорт жирорастворимых витаминов» | Тоцький Владлен Миколайович     | доктор біологічних наук, завідувач кафедри молекулярної біології і генетики Одеського державного університету ім. І. І. Мечнікова                                              |
| 1981 | цикл робіт, присвячених вивченню проблеми молекулярних механізмів збирання волокон фібрину | Бєліцер Володимир Олександрович | академік АН УРСР, професор, заслужений діяч науки УРСР, завідувач відділу структури і функції білка Інституту біохімії ім. О. В. Палладіна АН УРСР                             |
| 1982 | монографія «Биологическое метилирование и его модификация в ранний период лучевого поражения» | Кучеренко Микола Євдокимович    | професор, доктор біологічних наук, завідувач кафедри біохімії, проректор з наукової роботи Київського національного університету імені Тараса Шевченка                         |
| 1983 | цикл робіт «Вивчення структури білків» | Троїцький Герман Васильович     | член-кореспондент АН УРСР, професор, завідувач кафедри біохімії Кримського медичного інституту                                                                                 |
| 1983 | цикл робіт «Вивчення структури білків» | Демченко Олександр Петрович     | доктор біологічних наук, старший науковий співробітник Інституту біохімії ім. О. В. Палладіна АН УРСР                                                                          |
| 1984 | монографія «Системы транспорта кальция в нервных клетках» | Кудінов Станіслав Олександрович | доктор біологічних наук, керівник відділу хімії і біохімії ферментів Інституту біохімії ім. О. В. Палладіна АН УРСР                                                            |
| 1985 | монографія «Ферментативні процеси і їх корекція при екстремальних станах» | Розанов Анатолій Якович         | професор |
| 1985 | монографія «Ферментативні процеси і їх корекція при екстремальних станах» | Трещинський Анатолій Іванович   | професор |
| 1985 | монографія «Ферментативні процеси і їх корекція при екстремальних станах» | Хмелевський Юрій Володимирович  | професор |
| 1986 | монографія «Молекулярные механизмы в действии полипептидных факторов роста» | Кусень Степан Йосипович         | професор, доктор біологічних наук, керівник Львівського відділення регуляторних систем клітини Інституту біохімії ім. О. В. Палладіна АН УРСР                                  |
| 1986 | монографія «Молекулярные механизмы в действии полипептидных факторов роста» | Стойка Ростислав Стефанович     | кандидат біологічних наук, провідний науковий співробітник Львівського відділення регуляторних систем клітини Інституту біохімії ім. О. В. Палладіна АН УРСР                   |
| 1987 | монографія «Гетерогенна система гемоглобіну» | Стародуб Микола Федорович       | доктор біологічних наук, провідний науковий співробітник Інституту молекулярної біології і генетики АН УРСР                                                                    |
| 1987 | монографія «Гетерогенна система гемоглобіну» | Назаренко Володимир Іванович    | кандидат біологічних наук, старший науковий співробітник Львівського відділення регуляторних систем клітини Інституту біохімії ім. О. В. Палладіна АН УРСР                     |
| 1988 | монографія «Поліаміни і пухлинний ріст» | Бердинських Ніна Костянтинівна  | доктор медичних наук, завідувачка відділу Інституту експериментальної патології, онкології і радіобіології ім. Р. Є. Кавецького АН УРСР                                        |
| 1988 | монографія «Поліаміни і пухлинний ріст» | Залєток Софія Петрівна          | кандидат біологічних наук, старший науковий співробітник Інституту експериментальної патології, онкології і радіобіології ім. Р. Є. Кавецького АН УРСР                         |
| 1989 | цикл робіт «Дослідження механізмів кріопошкоджень біологічних мембран» | Білоус Аполлон Максимович       | доктор медичних наук, керівник відділу Інституту проблем кріобіології і кріомедицини АН УРСР                                                                                   |
| 1989 | цикл робіт «Дослідження механізмів кріопошкоджень біологічних мембран» | Бондаренко Валерій Антонович    | доктор біологічних наук |
| 1989 | цикл робіт «Дослідження механізмів кріопошкоджень біологічних мембран» | Гулевський Олександр Кирилович  | доктор біологічних наук |
| 1990 | монографія «Біохімія убіхінону (Q)» | Донченко Георгій Вікторович     | доктор біологічних наук, завідувач відділу Інституту біохімії ім. О. В. Палладіна АН УРСР                                                                                      |
| 1991 | монографія «Транспорт кальция в гладких мышцах» | Костерін Сергій Олексійович     | доктор біологічних наук, завідувач відділу Інституту біохімії ім. О. В. Палладіна АН УРСР                                                                                      |
| 1992 | монографія «Пуриновый обмен и его регуляция в лимфоцитах» | Дмитренко Микола Петрович       | доктор медичних наук, член-кореспондент АН України |
| 1993 | монографія «Жирнокислотные профили бактерий, патогенных для человека и животных» | Фролов Аркадій Федорович        | завідувач кафедри Київської медичної академії післядипломної освіти ім. П. Л. Шупика МОЗ України                                                                               |
| 1993 | монографія «Жирнокислотные профили бактерий, патогенных для человека и животных» | Васюренко Зінаїда Павлівна      | доктор медичних наук, завідувачка лабораторії Інституту епідеміології та інфекційних хвороб ім. Л. В. Громашевського АМН України                                               |
| 1993 | монографія «Жирнокислотные профили бактерий, патогенных для человека и животных» | Смирнов Валерій Веніамінович    | академік НАН України, директору Інституту мікробіології і вірусології ім. Д. К. Заболотного НАН України                                                                        |
| 1994 | монографія «Транспортуючі фактори росту» | Бикоріз Анатолій Йосипович      | доктор медичних наук, заступник директора з наукової роботи Інституту експериментальної патології, онкології і радіобіології ім. Р. Є. Кавецького НАН України                  |
| 1994 | монографія «Транспортуючі фактори росту» | Фільченков Олексій Олексійович  | кандидат біологічних наук, старший науковий співробітник Інституту експериментальної патології, онкології і радіобіології ім. Р. Є. Кавецького НАН України                     |
| 1995 | серія праць «Вивчення механізмів променевого порушення іонного гомеостазу у клітинах тваринного організму» | Дворецький Анатолій Іванович    | доктор біологічних наук, завідувач кафедри Дніпропетровського державного університету                                                                                          |
| 1995 | серія праць «Вивчення механізмів променевого порушення іонного гомеостазу у клітинах тваринного організму» | Чеботарьов Євген Юхимович       | доктор медичних наук, провідний науковий співробітник Інституту експериментальної радіології Наукового центру радіаційної медицини АМН України                                 |
| 1996 | цикл робіт «Роль перекисного окислення ліпідів у механізмі променевого ураження та стресу» | Барабой Вілен Аврамович         | доктор медичних наук, завідувач лабораторії Інституту онкології АМН України |
| 1997 | серія праць «Функція внутрішньоклітинних структур в ізольованих гепатоцитах залежно від метаболічного стану та дії низьких температур» | Петренко Олександр Юрійович     | доктор біологічних наук, провідний науковий співробітник Інституту проблем кріобіології і кріомедицини НАН України                                                             |
| 1997 | серія праць «Функція внутрішньоклітинних структур в ізольованих гепатоцитах залежно від метаболічного стану та дії низьких температур» | Сукач Олександр Михайлович      | кандидат біологічних наук, старший науковий співробітник Інституту проблем кріобіології і кріомедицини НАН України                                                             |
| 1997 | серія праць «Функція внутрішньоклітинних структур в ізольованих гепатоцитах залежно від метаболічного стану та дії низьких температур» | Кравченко Лідія Петрівна        | кандидат біологічних наук, старший науковий співробітник Інституту проблем кріобіології і кріомедицини НАН України                                                             |
| 2000 | серія праць «Регуляція біохімічних процесів за норми та патології» | Громашевська Любов Леонтіївна   | доктор медичних наук, завідувачка лабораторії Інституту епідеміології та інфекційних хвороб ім. Л. В. Громашевського АМН України                                               |
| 2000 | серія праць «Регуляція біохімічних процесів за норми та патології» | Микоша Олексій Степанович       | доктор медичних наук, завідувач лабораторії Інституту ендокринології та обміну речовин ім. В. П. Комісаренка АМН України                                                       |
| 2002 | серія праць «Імунохімічний аналіз механізмів полімеризації фібрину та фібринолізу» | Комісаренко Сергій Васильович   | академік НАН і АМН України, доктор біологічних наук, професор, директор Інституту біохімії НАН України                                                                         |
| 2002 | серія праць «Імунохімічний аналіз механізмів полімеризації фібрину та фібринолізу» | Луговський Едуард Віталійович   | кандидат біологічних наук, провідний науковий співробітник Інституту біохімії НАН України                                                                                      |
| 2002 | серія праць «Імунохімічний аналіз механізмів полімеризації фібрину та фібринолізу» | Колеснікова Ірина Миколаївна    | кандидат біологічних наук, старший науковий співробітник Інституту біохімії НАН України                                                                                        |
| 2004 | серія праць «Молекулярні механізми регуляції метаболізму та їх використання в біології та біотехнології» | Остапченко Людмила Іванівна     | доктор біологічних наук, професор, декан біологічного факультету Київського університету                                                                                       |
| 2004 | серія праць «Молекулярні механізми регуляції метаболізму та їх використання в біології та біотехнології» | Сибірний Андрій Андрійович      | член-кореспондент НАН України, професор, директор Інституту біології клітини НАН України                                                                                       |
| 2006 | цикл робіт «Молекулярні механізми регуляції експресії генів» | Мінченко Олександр Григорович   | доктор біологічних наук, завідувач відділу молекулярної біології Інституту біохімії ім. О. В. Палладіна НАН України                                                            |
| 2007 | серія праць «Колоїдно-хімічні та фізіолого-біохімічні аспекти взаємодії нано - та мікрочасток з клітиною як підґрунтя для створення перспективних нанобіотехнологій» | Ульберг Зоя Рудольфівна         | доктор хімічних наук, професор кафедри біотехнології мікробного синтезу Національного університету харчових технологій Міністерства освіти і науки України                     |
| 2007 | серія праць «Колоїдно-хімічні та фізіолого-біохімічні аспекти взаємодії нано - та мікрочасток з клітиною як підґрунтя для створення перспективних нанобіотехнологій» | Карпов Олександр Вікторович     | доктор біологічних наук, професор Національного університету харчових технологій МОН України                                                                                   |
| 2007 | серія праць «Колоїдно-хімічні та фізіолого-біохімічні аспекти взаємодії нано - та мікрочасток з клітиною як підґрунтя для створення перспективних нанобіотехнологій» | Верьовка Сергій Вікторович      | доктор біологічних наук, провідний науковий співробітник Інституту біохімії НАН України                                                                                        |
| 2010 | цикл наукових праць «Молекулярно-біологічні особливості інтерфероногенезу та створення науково обґрунтованих підходів до використання препаратів інтерферону і їх індукторів при патології» | Співак Микола Якович            | член-кореспондент НАН України, завідувач відділу Інституту мікробіології і вірусології ім. Д. К. Заболотного НАН України                                                       |
| 2010 | цикл наукових праць «Молекулярно-біологічні особливості інтерфероногенезу та створення науково обґрунтованих підходів до використання препаратів інтерферону і їх індукторів при патології» | Лазаренко Людмила Миколаївна    | доктор біологічних наук, провідний науковий співробітник Інституту мікробіології і вірусології ім. Д. К. Заболотного НАН України                                               |
| 2010 | цикл наукових праць «Молекулярно-біологічні особливості інтерфероногенезу та створення науково обґрунтованих підходів до використання препаратів інтерферону і їх індукторів при патології» | Жолобак Надія Михайлівна        | кандидат біологічних наук, докторанту Інституту мікробіології і вірусології ім. Д. К. Заболотного НАН України                                                                  |
| 2013 | монографія «Біохімічна трансформація ксенобіотиків у організмі» | Марченко Михайло Маркович       | доктор біологічних наук, в. о. директора Інституту біології, хімії та біоресурсів Чернівецького національного університету імені Юрія Федьковича                               |
| 2013 | монографія «Біохімічна трансформація ксенобіотиків у організмі» | Кеця Оксана Віталіївна          | кандидат біологічних наук, доцент Інституту біології, хімії та біоресурсів Чернівецького національного університету імені Юрія Федьковича                                      |
| 2013 | монографія «Біохімічна трансформація ксенобіотиків у організмі» | Великий Микола Миколайович      | доктор біологічних наук, завідувач лабораторії Інституту біохімії імені О. В. Палладіна НАН України                                                                            |
| 2016 | монографія «Основи глікобіології» | Сибірна Наталія Олександрівна   | доктор біологічних наук, завідувач кафедри Львівського національного університету імені Івана Франка                                                                           |
| 2016 | монографія «Основи глікобіології» | Шевцова Алла Іванівна           | доктор біологічних наук, професор Державного закладу «Дніпропетровська медична академія МОЗ України»                                                                           |
| 2016 | монографія «Основи глікобіології» | Ушакова Галина Олександрівна    | доктор біологічних наук, завідувач кафедри Дніпропетровського національного університету імені Олеся Гончара                                                                   |
| 2019 | за серію праць «Мультифункціональне використання ензимів в біосенсориці» | Дзядевич Сергій Вікторович      | доктор біологічних наук, заступник директора з наукової роботи Інституту молекулярної біології і генетики НАН України                                                          |
| 2019 | за серію праць «Мультифункціональне використання ензимів в біосенсориці» | Солдаткін Олександр Олексійович | кандидат біологічних наук, провідний науковий співробітник Інституту молекулярної біології і генетики НАН України                                                              |
| 2019 | за серію праць «Мультифункціональне використання ензимів в біосенсориці» | Солдаткін Олексій Петрович      | академік НАН України, завідувач відділу Інституту молекулярної біології і генетики НАН України                                                                                 |